# St. Ulrich und Afra (Feuchtwangen)

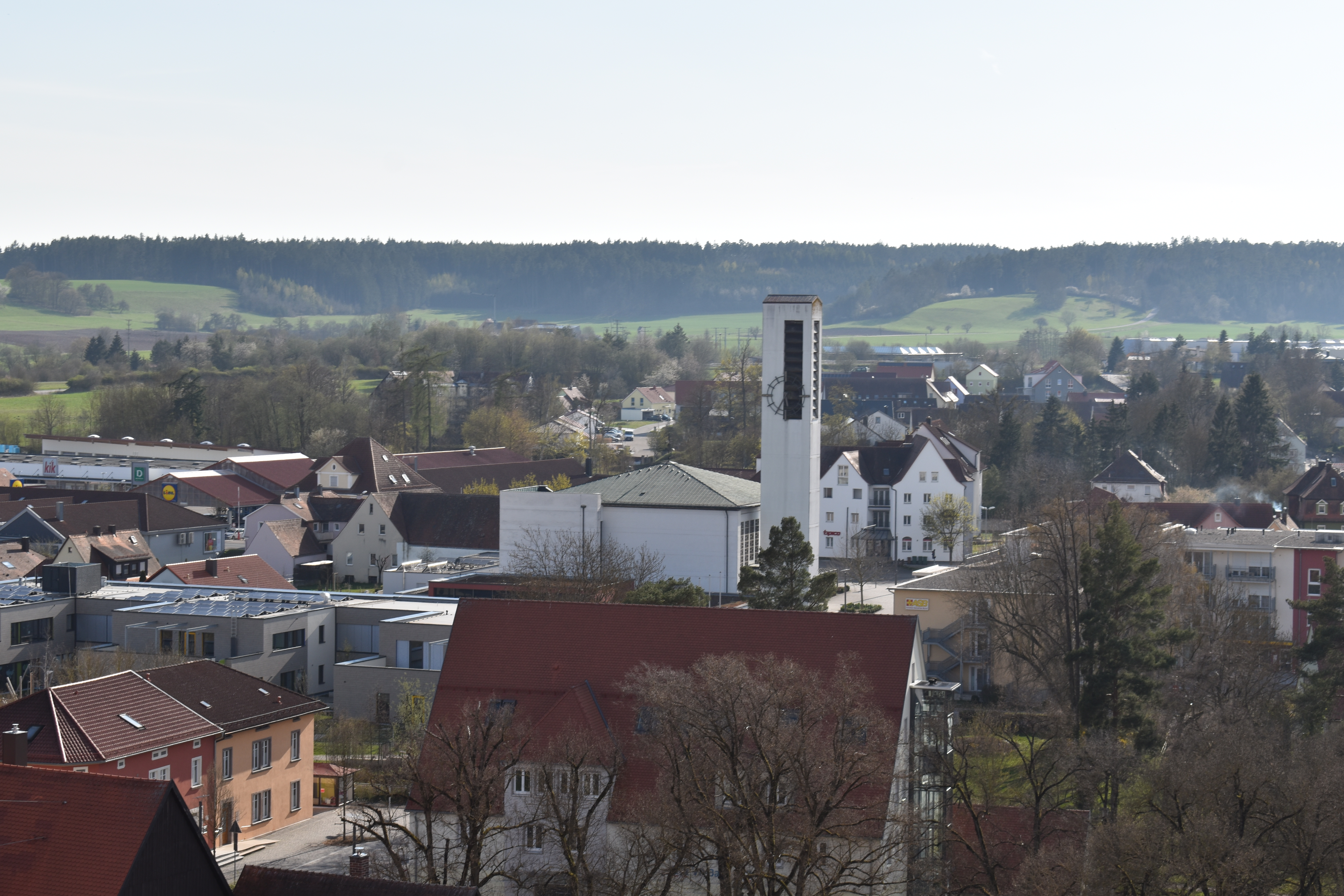
St. Ulrich und Afra vom Turm der Stiftskirche aus

St. Ulrich und Afra ist die römisch-katholische Stadtpfarrkirche in Feuchtwangen im mittelfränkischen Landkreis Ansbach.

## Geschichte
1533 begann in Feuchtwangen die Reformation, die bald zur Vertreibung der Katholiken führte. Erst 1862 bis 1864 wurde für die sich wieder ansiedelnden Katholiken eine kleine neugotische Kirche gebaut. Diese bot ca. 175 Personen Platz. Am 24. Dezember 1866 wurde die erste hl. Messe in der neuen Kirche St. Ulrich und Afra gefeiert.
Nach dem Zweiten Weltkrieg kamen in großer Zahl Heimatvertriebene aus dem Sudetenland, Ungarn und Schlesien nach Feuchtwangen. Die katholische Gemeinde wuchs dadurch deutlich an, so dass die bisherige Kirche zu klein wurde und man sich für einen Neubau entschied. Die Grundsteinlegung fand 1960 statt. Im Dezember 1961 wurde die Kirche geweiht.

Den Plan für einen schlichten Kirchenneubau mit nahezu quadratischem Grundriss erstellte der Augsburger Architekt Georg W. Barnert. Es handelt sich um einen Ziegelbau. Der Turm ist aus Beton und 34 m hoch.

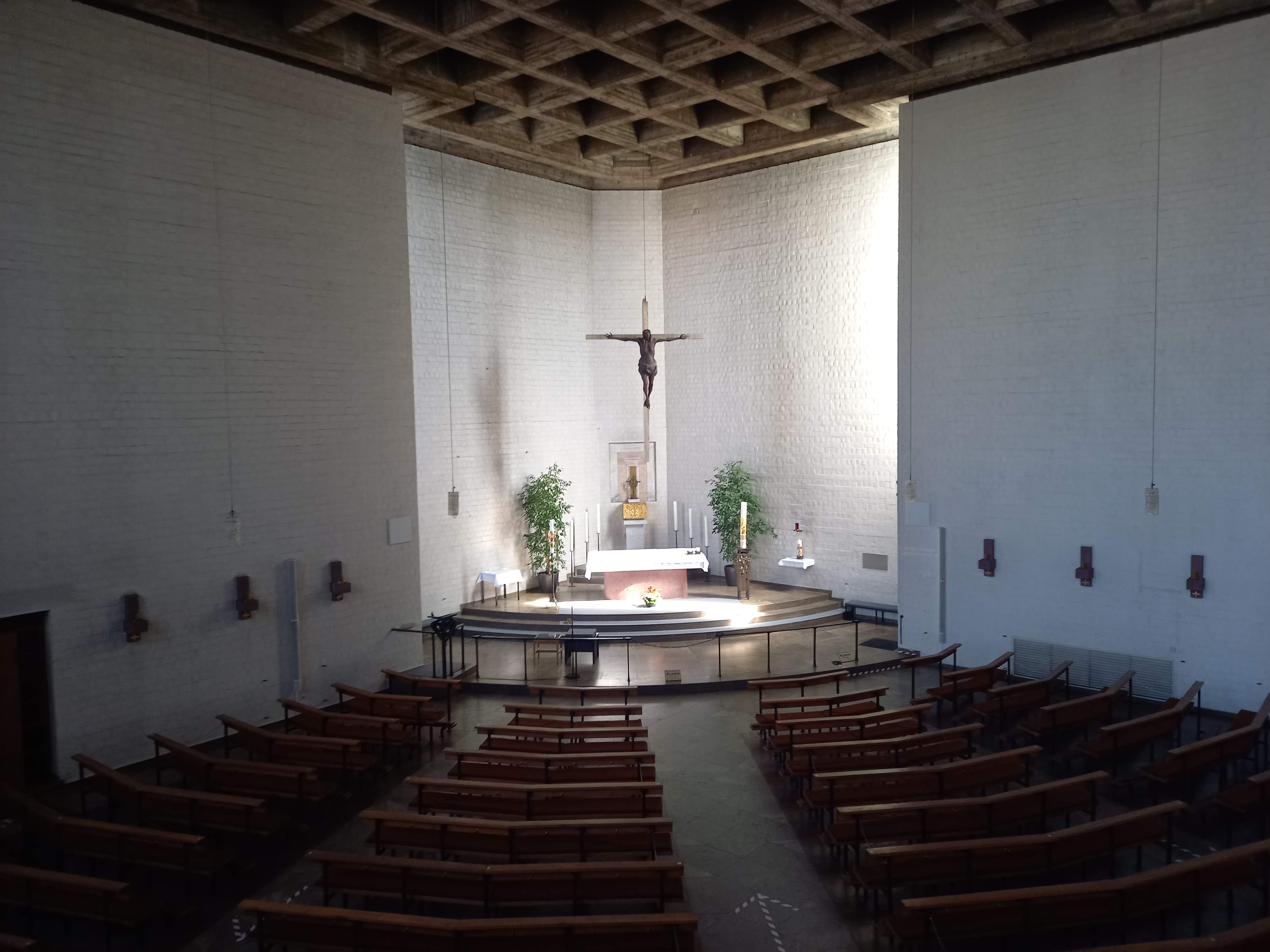
Innenraum St. Ulrich und Afra

## Innenraum
Die Kirche umfasst 350 Sitzplätze sowie 50 Sitzplätze in der Marienkapelle. Das 3,50 m hohe Holzkreuz im Altarraum wiegt 250 kg. Es wurde 1984 vom Künstler Klaus Backmund aus München geschaffen. Der 1,70 m hohe Corpus ist aus Bronze gegossen. Weihwasserbeckensäule und Ambo atammen vom Bildhauer Sepp Mastaller.
Die spätgotische Pieta in der Marienkapelle stammt aus dem 15. Jahrhundert und  kommt vermutlich aus einer aufgelassenen Kapelle aus der Umgebung. Sie wurde von der im Schloss Thürnhofen lebenden evangelischen Gräfin Stephanie du Ponteil für die vormalige, 1866 erbaute neugotische Kirche gestiftet.

## Glocken
Im Turm befindet sich ein Geläut mit 5 Glocken:
Die Ulrichs-, Stephanus-, Afra- und Josephs-Glocke wurden 1956 von der Glockengießerei Czudnochowski in Erding gegossen. Sie zogen im Jahre 1961 von dem ehemaligen neugotischen Kirchlein in den neuen Glockenturm um. Die fünfte Michael-Glocke wurde 1961 von den Baumeistern Ernst Hähnlein, Valentin Kern und Rudolf Hockauf gestiftet.

## Orgel
Das neue Instrument ersetzte das seit kurz nach dem Bau der Kirche im Jahr 1960 als Provisorium gedachte Werk. Es wurde 1997/1998 als opus 1056 der Orgelbaufirma Link erbaut und am 26. April 1998 eingeweiht.
Disposition
| I. Manual - Hauptwerk C - a" |  | II. Manual - Schwellwerk C - a" |
| 1. Bourdon 16' *             |  | 12. Bourdon 8' *                |
| 2. Principal 8'              |  | 13. Salicional 8'               |
| 3. Rohrflöt 8'               |  | 14. Vox Coelestis 8'            |
| 4. Gamba 8'                  |  | 15. Praestant 4'                |
| 5. Octav 4'                  |  | 16. Flûte octaviante 4'         |
| 6. Flöt 4' *                 |  | 17. Nazard 2 2/3'               |
| 7. Quint 2 2/3'              |  | 18. Doublette 2'                |
| 8. Superoctav 2'             |  | 19. Tierce 1 3/5'               |
| 9. Mixtur IV 1 1/3'          |  | 20. Larigot 1 1/3'              |
| 10. Cornet V 8'              |  | 21. Hautbois 8'                 |
| 11. Trompette 8'             |  | - Tremulant                     |
| Pedal C - f'                 |  |                                 |
| 22. Subbass 16'              |  |                                 |
| 23. Octavbass 8'             |  |                                 |
| 24. Cello 8'                 |  |                                 |
| 25. Flûte 4'                 |  |                                 |
| 26. Bombarde 16'             |  |                                 |
| 27. Trompette 8'             |  |                                 |
| Koppeln: II/I - I/P - II/P   |  |                                 |

* hier kamen einige Holzpfeifen aus der alten Orgel nach Überarbeitung zur Verwendung